# Nicolae Artimov
Nicolae Artimov es un deportista rumano que compitió en piragüismo en la modalidad de aguas tranquilas. Ganó una medalla en el Campeonato Mundial de Piragüismo de 1963 y dos medallas en el Campeonato Europeo de Piragüismo, en los años 1961 y 1963.

## Palmarés internacional
| Campeonato Mundial | Campeonato Mundial | Campeonato Mundial | Campeonato Mundial |
| Año                | Lugar              | Medalla            | Evento             |
| ------------------ | ------------------ | ------------------ | ------------------ |
| 1963               | Jajce (Yugoslavia) | Medalla de plata   | K4 1000 m          |
| Campeonato Europeo |                    |                    |                    |
| Año                | Lugar              | Medalla            | Evento             |
| 1961               | Poznań (Polonia)   | Medalla de oro     | K2 500 m           |
| 1963               | Jajce (Yugoslavia) | Medalla de plata   | K4 1000 m          |